# トミーニョ

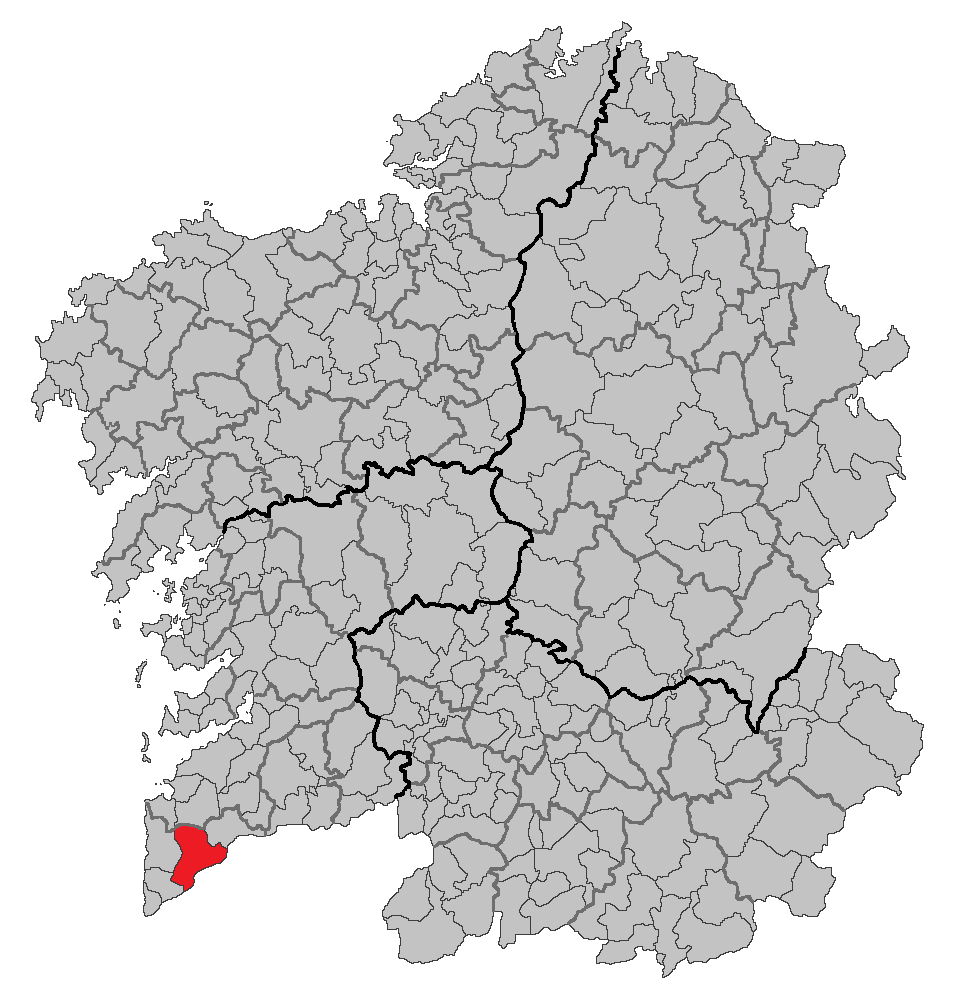
ガリシア州内の位置

トミーニョ（Tomiño）は、スペイン、ガリシア州、ポンテベドラ県の自治体、コマルカ・ド・バイショ・ミーニョに属する。ガリシア統計局によると、2012年の人口は13,738人（2010年：13,492人、2009年：13,315人）である。住民呼称はtomiñés/-esa。面積は106.6km²。ミーニョ川とリア・デ・ビーゴに挟まれた、伝統的にトゥロニオ（Turonio）と呼ばれた地域に位置している。
ガリシア語話者の自治体住民に占める割合は97.02%（2001年）。

## 地理
トミーニョはポンテベドラ県の南西部に位置し、コマルカ・ド・バイショ・ミーニョに属する。北がバイヨーナ、ゴンドマール、北東が、トゥイ、南西がオ・ロサル、西がオイアの各自治体と隣接、東はミーニョ川をはさんでポルトガルのヴァレンサ・ド・ミーニョ、南は同じくミーニョ川をはさんでポルトガルのヴィラ・ノーヴァ・デ・セルヴェイラとなっている。自治体の中心地区はトミーニョ教区のセイショ地区。
トミーニョはトゥイ司法管轄区に属す。

### 人口
住民は15の教区の134の地区（集落）に居住する。
| トミーニョの人口推移 1900－2010                         |
|                                                         |
| 出典:INE（スペイン国立統計局）1900年 - 1991年、1996年 - |

## 政治
自治体首長はガリシア民族主義ブロック（BNG）のサンドラ・ゴンサーレス・アルバレス（Sandra González Álvarez）、自治体評議員は、ガリシア民族主義ブロック：9、ガリシア国民党（PPdeG）:6、ガリシア社会党（PSdeG-PSOE）：1、CDL：1となっている（2011年5月22日の自治体選挙結果、得票順）。
| 1999年6月13日自治体選挙 |        |        |          |
| 政党                    | 得票数 | 得票率 | 獲得議席 |
| PPdeG                   | 3,639  | 54.70% | 10       |
| BNG                     | 1,646  | 24.74% | 4        |
| PSdeG-PSOE              | 862    | 12.96% | 2        |
| PIBM                    | 458    | 6.88%  | 1        |

| 2003年5月25日自治体選挙 |        |        |          |
| 政党                    | 得票数 | 得票率 | 獲得議席 |
| PPdeG                   | 3,537  | 46.62% | 9        |
| CDT                     | 1,527  | 20.13% | 3        |
| BNG                     | 1,372  | 18.08% | 3        |
| PSdeG-PSOE              | 1,091  | 14.38% | 2        |

| 2007年5月27日自治体選挙 |        |        |          |
| 政党                    | 得票数 | 得票率 | 獲得議席 |
| PPdeG                   | 2,577  | 30.84% | 6        |
| BNG                     | 1,747  | 20.91% | 4        |
| CDT                     | 1,542  | 18.45% | 3        |
| ALT                     | 1,209  | 14.47% | 2        |
| PSdeG-PSOE              | 1,080  | 12.92% | 2        |
| U.VE.T.                 | 142    | 1.70%  | 0        |

| 2011年5月22日自治体選挙 |        |        |          |
| 政党                    | 得票数 | 得票率 | 獲得議席 |
| BNG                     | 4,005  | 48.60% | 9        |
| PPdeG                   | 2,974  | 36.09% | 6        |
| PSdeG-PSOE              | 613    | 7.44%  | 1        |
| CDL                     | 510    | 6.19%  | 1        |

## 教区
トミーニョは15の教区に分けられる。太字は自治体中心地のある教区。
- アモリン（サン・ショアン）
- バランテス（サン・ビセンテ）
- クラス（サン・マルティーニョ）
- エスタス（サンティアーゴ）
- フィゲイロー（サン・マルティーニョ）
- フォルカデーラ（サン・ペドロ）
- ゴイアン（サン・クリストーボ）
- ピニェイロ（サン・サルバドール）
- ピンサス（サンタ・マリーア）
- サン・サルバドール・デ・テブラ（サン・サルバドール）
- ソブラーダ（サン・サルバドール）
- タボルダ（サン・ミゲル）
- テブラ（サンタ・マリーア）
- トミーニョ（サンタ・マリーア）
- ビラメアン（サン・ビエイト）